# Keighley
Keighley (AFI: /ˈkiːθli/) è una città di mercato e parrocchia civile del Regno Unito facente parte del distretto metropolitano di Bradford, nella contea inglese del West Yorkshire.

## Amministrazione

### Gemellaggi
- Poix-du-Nord
- Manzini
- Myrtle Beach